# Jareta insignis
Jareta insignis är en insektsart som först beskrevs av Walker, F. 1869.  Jareta insignis ingår i släktet Jareta och familjen syrsor. Inga underarter finns listade i Catalogue of Life.